# Episodi di Death Valley Days (quarta stagione)
La quarta stagione della serie televisiva Death Valley Days è stata trasmessa in anteprima negli Stati Uniti d'America in syndication tra il 23 settembre 1955 e il 15 giugno 1956.
| nº | Titolo originale               | Titolo italiano | Prima TV USA      | Prima TV Italia |
| -- | ------------------------------ | --------------- | ----------------- | --------------- |
| 1  | Reno                           |                 | 23 settembre 1955 |                 |
| 2  | The Valencia Cake              |                 | 26 settembre 1955 |                 |
| 3  | A Killing in Diamonds          |                 | 20 ottobre 1955   |                 |
| 4  | The Homeliest Man in Nevada    |                 | 24 ottobre 1955   |                 |
| 5  | Miracle of the Sea Gulls       |                 | 14 novembre 1955  |                 |
| 6  | Wildcat's First Piano          |                 | 21 novembre 1955  |                 |
| 7  | California's First Ice Man     |                 | 12 dicembre 1955  |                 |
| 8  | The Hangman Waits              |                 | 19 dicembre 1955  |                 |
| 9  | Gold Is Where You Find It      |                 | 9 gennaio 1956    |                 |
| 10 | The Man Who'd Bet on Anything  |                 | 16 gennaio 1956   |                 |
| 11 | The Baron of Arizona           |                 | 6 febbraio 1956   |                 |
| 12 | Nevada's Plymouth Rock         |                 | 13 febbraio 1956  |                 |
| 13 | The Hoodoo Mine                |                 | 2 marzo 1956      |                 |
| 14 | Mr. Bigfoot                    |                 | 12 marzo 1956     |                 |
| 15 | Escape                         |                 | 30 marzo 1956     |                 |
| 16 | Two Bits                       |                 | 7 aprile 1956     |                 |
| 17 | Bill Bottle's Birthday         |                 | 27 aprile 1956    |                 |
| 18 | The Sinbuster                  |                 | 4 maggio 1956     |                 |
| 19 | Pay Dirt                       |                 | 25 maggio 1956    |                 |
| 20 | The Longest Beard in the World |                 | 1º giugno 1956    |                 |
| 21 | Emperor Norton                 |                 | 15 giugno 1956    |                 |